# Georg Erdmann (Diplomat)
Georg Erdmann (* 19. Februar 1682 in Leina; † 1732 oder 11. Oktober 1736 in Danzig) war ein Diplomat in russischen Diensten. Bekannt ist er als Mitschüler Johann Sebastian Bachs.
Erdmann nahm 1708 ein Jura-Studium in Jena auf. 1714 trat er in die russische Armee unter Fürst Anikita Iwanowitsch Repnin ein. Er war um 1730 kaiserlich-russischer Gesandter und Hofrat in Danzig.

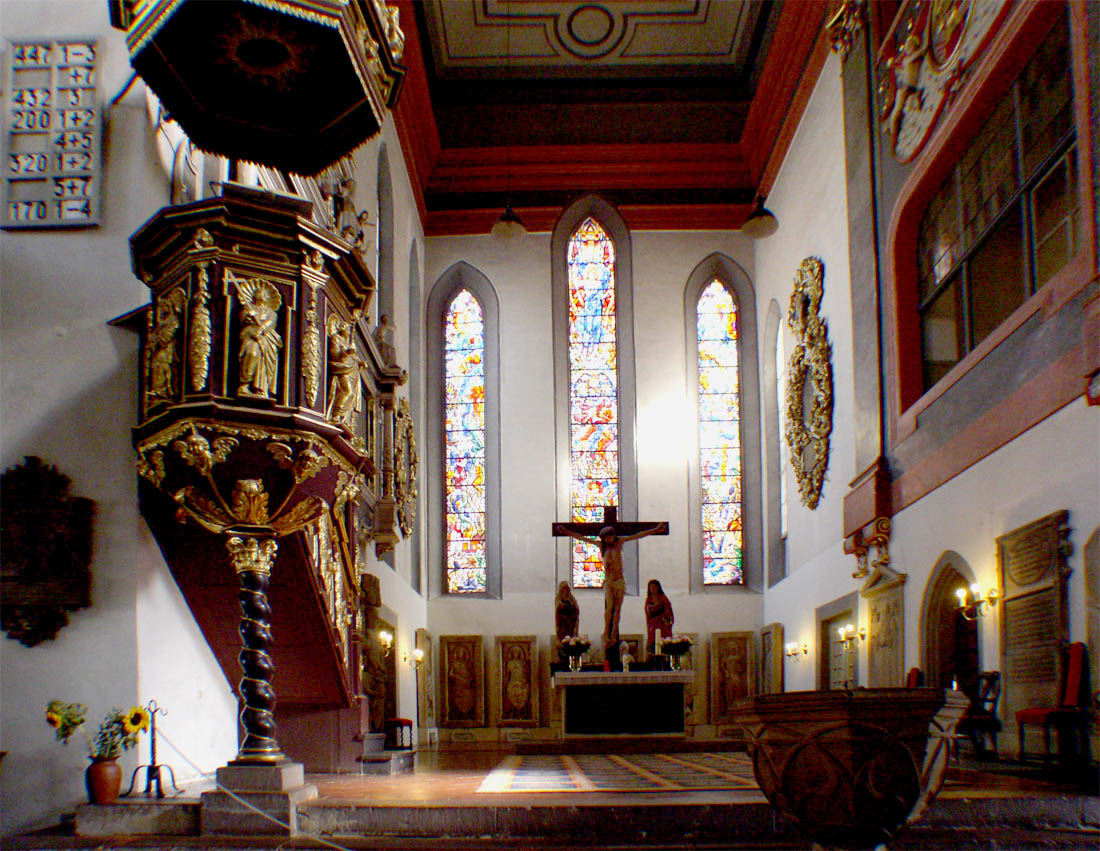
Inneres der Georgenkirche mit dem Taufbecken, in dem Bach getauft wurde

## Bekanntschaft mit Johann Sebastian Bach
Er war wie dieser ein Mitglied im Chor des wohlhabenden Michaelis-Klosters in Lüneburg und blieb lebenslang sein Freund.
Es wurde bisher kein Bild von George Erdmann entdeckt, jedoch gibt es Hinweise für die Kommunikation zwischen ihm und J.S. Bach, wobei deutlich wird, dass er eine wichtige Rolle in dessen Leben gespielt haben muss. Ihre Freundschaft begann sehr wahrscheinlich in Ohrdruf, wo sie sich als Schüler in der Secunda kennenlernten. Beide zogen dann nach Lüneburg, wo sie weiter zur Schule gingen. Das akademische Niveau an der Partikularschule in Lüneburg war höher als am Ohrdrufer Lyzeum. Außerdem lernten die Schüler hier durch die Nachbarschaft der Ritterschule die Grundlage der höfischen Tradition kennen.  Im Jahr 1702 trennten sich ihre Lebenswege. Johann Sebastian Bach ging nach Thüringen zurück und hatte fortan nur wenig Kontakt zu Georg Erdmann. Nach ca. 28 Jahren verkehrte ein letztes Schriftstück zwischen den beiden Jugendfreunden.